# 13416 Berryman
13416 Berryman eller 1999 UX25 är en asteroid i huvudbältet som upptäcktes den 30 oktober 1999 av Catalina Sky Survey projektet. Den är uppkallad efter Jay Berryman.
Asteroiden har en diameter på ungefär 14 kilometer.